# Луговая (Нижегородская область)
Луговая — деревня в городском округе город Чкаловск Нижегородской области.

## Общая физико-географическая характеристика
Географическое положение
По автомобильным дорогам расстояние до областного центра города Нижнего Новгорода составляет 120 км, до районного центра города Чкаловска — 24 км. Абсолютная высота 80 метров над уровнем моря.

## История
В 1961 году Eказом Президиума Верховного Совета РСФСР деревня Жеребцы переименованf в Луговую.

## Население
| 2002 | 2010 |
| ---- | ---- |
| 15   | ↗16  |

Национальный состав
Согласно результатам переписи 2002 года, в национальной структуре населения русские составляли 100 % из 15 человек.